# 타임코드 (2005년 영화)
《타임코드》(영어: A Sound of Thunder)는 미국, 영국, 독일, 체코에서 제작된 피터 하이엄스 감독의 2005년 SF 스릴러 영화이다. 캐서린 매코맥, 에드워드 번스, 벤 킹즐리 등이 출연하였고, 캐런 볼드윈 등이 제작에 참여하였다.

## 줄거리
2055년. 찰스는 부자들에게 선사 시대에서 공룡 사냥을 하게 해주는 시카고 시간 여행 회사 타임 사파리를 운영 중이다. 과거의 변화가 현재에 영향을 끼치지 않게 방지하는 엄격한 규칙들이 적용되고 있지만 결국 한 고객이 나비를 한 마리 밟으면서 "시간파"가 발생해 현재에 급격한 변화를 초래한다.

## 출연진
- 캐서린 매코맥
- 에드워드 번스
- 데이비드 오옐로워
- 벤 킹즐리
- 저마이마 루퍼
- 빌프리트 호흐홀딩거
- 아우구스트 치르너
- 코리 존슨
- 하이케 마카치

## 기타 제작진
- 공동 제작: 얀 판틀, 프랑크 휘브너
- 라인 제작: 요람 바질라이, 가이 J. 루선
- 협력 제작: 스티븐 캔터
- 배역: 아냐 디르베르크, 예시차 호라토바, 수 존스
- 미술: 리처드 홀랜드
- 세트: 리처드 로버츠
- 의상: 에스터 발츠